# Прудовка (Шудська сільрада)
Прудовка (рос. Прудовка) — присілок в Варнавинському районі Нижньогородської області Російської Федерації.
Населення становить 7 осіб. Входить до складу муніципального утворення Шудська сільрада.

## Історія
Від 2009 року входить до складу муніципального утворення Шудська сільрада.

## Населення
| 1999 | 2002 | 2010 |
| ---- | ---- | ---- |
| 30   | ↘22  | ↘7   |